# Pombeiro da Beira
Pombeiro da Beira is een plaats (freguesia) in de Portugese gemeente Arganil en telt 1 252 inwoners (2001).